# ثقيف (الطائف)
ثقيف؛ قرية سعودية ومركز يتبع لمحافظة الطائف في منطقة مكة المكرمة، تقع جنوب الطائف بمسافة تقارب (146) كم.

## وصلات خارجية
- بلاد ثقيف..عبق التاريخ وروعة الطبيعة